# مدرسه‌ای که باد برد
مدرسه‌ای که باد برد فیلمی به کارگردانی و نویسندگی محسن مخملباف محصول سال ۱۳۷۶ است.

## بازیگران
- عباس سیاحی
- محمدحسن کرمی